# Сільвія Сабо
Сільвія Сабо (24 жовтня 1978 , Будапешт ) — угорська веслувальниця на байдарках, триразова срібна призерка Олімпійських ігор, чотирнадцятиразова чемпіонка світу.

## Біографія
Сільвія Сабо народилася 24 жовтня 1978 року у Будапешті. Активно займатися веслуванням розпочала у ранньому дитинстві, проходила підготовку у спортивному клубі Tiszaújváros Vízisport Egyesület.
Першого серйозного успіху на дорослому міжнародному рівні досягла в 1997 році, коли потрапила до основного складу угорської національної збірної і побувала на відновленому чемпіонаті Європи в болгарському Пловдиві, звідки привезла срібну медаль, виграну в четвірках на дистанції 500 метрів. Також виступила на чемпіонаті світу в канадському Дартмуті, де в тій же дисципліні теж стала срібною призеркою. Через рік на домашній світовій першості в Сегеді повторила це досягнення, а у 1999 році, на чемпіонаті світу в Мілані, разом із Каталіною Ковач, Ержебет Віскі та Рітою Кьобан, виграла золоті медалі у четвірках на дистанції 200 та 500 метрів. Окрім цього, разом із Каталіною Ковач, виграла бронзу в двійках на дистанції 500 метрів.
Увійшла до складу угорської збірної на літніх Олімпійських іграх 2000 року в Сіднеї. Там вона виграла дві срібні медалі на дистанції 500 метрів: у двійках з Каталіною Ковач та у складі четвірки з Каталіною Ковач, Ержебет Віскі та Рітою Кьобан.
У новому сезоні почала виступати із Кінгою Ботою у двійках, яка також замінила Ріту Кьобан у четвірці. Сезон 2001 року виявився одним із найуспішніших сезонів у кар'єрі Сабо: протягом кількох місяців вона стала триразовою чемпіонкою Європи та триразовою чемпіонкою світу. Наступний сезон також провела з неймовірним успіхом, на чемпіонаті світу в іспанській Севільї здобула перемогу у всіх чотирьох дисциплінах, у яких брала участь: двійках на 500 та 1000 метрів, та четвірках на 200 та 500 метрів. Не менш успішно стартувала і на домашньому чемпіонаті Європи в Сегеді, де взяла два золота та два срібла. У 2003 році в американському Гейнсвіллі була найкращою у трьох дисциплінах: у двійках на 500 метрів, четвірках на 200 та 500 метрів.
На Олімпійські ігри 2004 року в Афінах виступила лише у складі четвірки разом з Каталіною Ковач, Ержебет Віскі та Кінгою Ботою, здобувши срібну медаль. Будучи у статусі чинної триразової чемпіонки світу в байдарках-двійках на дистанції 500 метрів, мала усі шанси виступити у цій дисципліні на Олімпійських іграх, але її екіпаж із Кінгою Ботою програв внутрішній відбір екіпажу Ковач/Янич, які у підсумку стали олімпійськими чемпіонками.
Після афінської Олімпіади Сільвія Сабо залишилася у складі угорської національної збірної та продовжила брати участь у найбільших міжнародних регатах. Так, у 2005 році вона виступила не європейській першості в Познані, де взяла золото і срібло, і на світовій першості в хорватському Загребі, де виграла срібну медаль в одиночках на дистанції 200 метрів, бронзову медаль у четвірках на дистанції 500 метрів та золоту медаль на дистанції 1000 метрів, таким чином ставши тринадцятиразовою чемпіонкою світу. Незабаром після закінчення цих змагань ухвалила рішення завершити спортивну кар'єру.

## Виступи на Олімпійських іграх
| Олімпіада   | Дисципліна                    | Місце |
| ----------- | ----------------------------- | ----- |
| Сідней 2000 | байдарки-двійки, 500 метрів   | 2     |
| Сідней 2000 | байдарки-четвірки, 500 метрів | 2     |
| Афіни 2004  | байдарки-четвірки, 500 метрів | 2     |